# Daniel Lafferty
Daniel Patrick Lafferty (Derry, Észak-Írország, 1989. május 18. –) északír labdarúgó, aki jelenleg a Burnleyben játszik, hátvédként.

## Pályafutása

### Kezdeti évek
Lafferty az Oxford United Stars ifiakadémiáján kezdett el futballozni, mielőtt 2006 nyarán a Celtichez igazolt volna. 2010 márciusában a skót másodosztályban szereplő Ayr United a szezon végéig kölcsönvette. Egy Morton elleni 2-0-s győzelem során mutatkozott be, a Dundee elleni 1-1-s döntetlen során pedig ő szerezte csapata egyetlen gólját. 2010 nyarán a Celtic ingyen elengedte, ezután szülővárosa csapatához, a Derry Cityhez szerződött. Első szezonjában 12 mérkőzésen játszott, hozzájárulva csapata bajnoki címéhez az ír másodosztályban. 2011-ben próbajátékon volt az angol másodosztályú Derby Countynál és a Brighton & Hove Albionnál, de egyik csapat sem adott szerződést neki.

### Burnley
Végül sikeres próbajáték után a Burnley szerződtette, 2012. január 30-án. Az átigazolási összeget nem hozták nyilvánosságra a felek, de egyes források szerint körülbelül 150 ezer fontot fizettek érte. Február 2-án megkapta a hivatalos játékengedélyt a Burnleynél, ahol megkapta a 3-as számú mezt, melyet korábban Danny Fox viselt. Március 18-án kezdőként kapott lehetőséget a Cardiff City ellen és végigjátszotta a mérkőzést. Több elismerést is kapott jó teljesítménye miatt, a szurkolók a meccs legjobbjának is megválasztották.
A 2012/13-as szezonban a csapat hátvédeinek sérülése miatt több lehetőséget kapott, a bajnoki mérkőzések felén pályára léphetett. 2015 márciusában a Rotherham United egy hónapra kölcsönvette, októberben pedig az Oldham Athletichez igazolt kölcsönben, Cameron Dummigannel együtt.

## Válogatott pályafutása
Lafferty 2005 szeptemberében meghívót kapott az U17-es északír válogatottba, ahol egy Litvánia elleni Eb-selejtezőn mutatkozott be. Később az U19-es válogatottba is behívták, ahol négy mérkőzésen lépett pályára. Az U21-es csapatban 2008 augusztusában debütált, egy Ukrajnában rendezett barátságos minitornán, Lengyelország és a házigazda ellen pályára lépve.
Tétmeccsen 2008 szeptemberében mutatkozott be, egy Németország elleni vesztes Eb-selejtezőn. A korosztályos csapatban utolsó meccsét a 2011-es U21-es Eb selejtezőjében játszotta, Csehország ellen. 2009 májusában lehetőséget kapott az északír B válogatottban, de a tapasztalatlan játékosokból álló csapat 3-0-s vereséget szenvedett Skócia ellen.
A felnőtt válogatottban 2012 májusában számítottak rá először, Hollandia ellen. Csapata 6-0-ra kikapott. Tétmeccsen 2012 novemberében debütált, egy vb-selejtezőn, Azerbajdzsán ellen.

## Sikerei

### Derry City
- A League of Ireland First Division bajnoka: 2010

### Burnley
- A Football League Championship második helyezettje: 2013/14[17]
- A Football League Championship bajnoka: 2015/16

## Külső hivatkozások
- Daniel Lafferty pályafutásának statisztikái a Soccerbase oldalon (angolul)